# Ист Хемптон (Њујорк)
Ист Хемптон (енгл. East Hampton) град је у америчкој савезној држави Њујорк.

## Демографија
По попису из 2010. године број становника је 1.083, што је 251 (-18,8%) становника мање него 2000. године.
| Група             | 2000.         | 2010.       |
| Белци             | 1.147 (86,0%) | 931 (86,0%) |
| Афроамериканци    | 19 (1,4%)     | 8 (0,7%)    |
| Азијати           | 25 (1,9%)     | 12 (1,1%)   |
| Хиспаноамериканци | 119 (8,9%)    | 128 (11,8%) |
| Укупно            | 1.334         | 1.083       |